# Karl Burrows
Karl Burrows (* 17. Dezember 1967) ist ein englischer Snookerspieler. Von 1991 bis 2001 war er 10 Jahre lang Mitglied der Profitour.

## Karriere

### Langsamer Aufstieg und Karrierehöhepunkt
Mit 20 Jahren versuchte Karl Burrows erstmals, über die Pro Ticket Series Profi zu werden. Zwei Jahre lang scheiterte er jedoch recht deutlich, bevor 1991 die Profitour für alle Spieler geöffnet wurde. Gleich beim ersten Turnier der Saison 1991/92, dem Dubai Classic, kam er immerhin bis in Runde 4. Dann dauerte es aber bis zum Saisonende bei der Weltmeisterschaft, bis er wieder einen größeren Erfolg hatte. Er besiegte unter anderem Jason Weston und Bert Demarco und kam unter die Letzten 128 des Turniers. Das brachte ihm immerhin eine Startposition von Platz 203 in der Weltrangliste. Im Jahr darauf stand er schon im zweiten Turnier, dem Grand Prix unter den Letzten 128. Und bei der Benson & Hedges Championship und etwas später beim zweiten Turnier der Strachan Challenge kam er noch eine Runde weiter. Beides waren aber nur Turniere mit niedrigerer Wertigkeit und ohne die Topspieler. Bei den British Open überstand er dann erstmals bei einem vollwertigen Ranglistenturnier die Runde der Letzten 128. 1993/94 kam er bei den Welsh Open unter die Letzten 64, erreichte aber sonst nur noch bei den European Open die Letzten 128. Dennoch stieg er kontinuierlich in der Weltrangliste.
1995 waren es die Thailand Open, die herausragten. Zum zweiten Mal bei einem Ranglistenturnier kam er unter die Letzten 64 und besiegte zuvor unter anderem Troy Shaw, Noppadon Noppachorn und Peter Francisco. Der Südafrikaner gehörte zu den Top 64 der Welt und er besiegte ihn mit 5:0. Große Fortschritte machte Burrows in der Saison 1995/96. Neben einem Top-64-Ergebnis beim German Open mit einem 5:0-Sieg über die Nummer 54 Mark Flowerdew gab es noch zwei Top-96-Ergebnisse – eines davon bei der Weltmeisterschaft – und zwei weitere Male kam er unter die Letzten 128. Diese Marke unterschritt er auch in der Weltrangliste. Zu Beginn der Saison 1996/97 gelang dem Engländer dann sein größter Karriereerfolg. Beim Asian Classic gelang ihm mit einem 5:1-Sieg über den Weltranglisten-28. Dave Finbow erstmals der Einzug in die Hauptrunde eines Ranglistenturniers. In der Runde der Letzten 32 besiegte er die Nummer 2 der Weltrangliste John Higgins mit 5:0 und erst im Achtelfinale war gegen Stefan Mazrocis Schluss. Beim zweiten thailändischen Turnier, den Thailand Open, verpasste er das Hauptturnier nur um ein Spiel. Bis auf zwei Mal erreichte er immer mindestens die Runde der Letzten 128. Damit machte er einen Sprung auf Platz 78 der Weltrangliste.
Dies genügte aber nicht für die automatische Qualifikation für die Profisaison 1997/98, die nach sechs unbeschränkten Jahren erstmals wieder eine Begrenzung der Zahl der Profis brachte. Er musste in die WPBSA Qualifying School, wo er im ersten Turnier Pech hatte, sein Gruppenfinale erreichte, aber dann das entscheidende Spiel gegen Jamie Woodman verlor. Im zweiten Turnier unterlag er Alan Burnett im ersten Spiel mit 0:5 und im dritten Turnier erreichte erneut das Entscheidungsspiel und traf wieder auf Burnett. Doch diesmal gewann er mit 5:4 und blieb so Profi. Im Verlauf der Saison erreichte er dann dreimal die Letzten 64: bei der UK Championship, dem German Open und bei der Weltmeisterschaft. Bei den British Open gelang ihm ein noch besseres Ergebnis: Er besiegte im Hauptturnier mit Alain Robidoux die Nummer 9 der Weltrangliste und mit Joe Johnson einen weiteren namhaften Spieler und zum zweiten Mal erreichte er ein Achtelfinale eines Profiturniers. Platz 69 erreichte er am Saisonende.

### Rückschritte und Karriereende
In der Saison 1998/99 ging es dann erstmals abwärts. Zwar kam er bei der Benson & Hedges Championship erstmals unter die Letzten 32, das Turnier zählte aber diesmal nicht für die Weltrangliste. Bei den Ranglistenturnieren erreichte er nur zweimal überhaupt die zweite Runde. Bei einem Turnier der unterklassigen UK Tour schaffte er es noch einmal ins Achtelfinale. Um in der Zweijahreswertung der Weltrangliste wegfallende Punkte zu kompensieren, hätte er 1999/2000 eine gute Saison gebraucht. Einen besonderen Erfolg konnte er verbuchen: Obwohl er bei der Benson & Hedges Championship in der ersten Runde ausschied, erzielte er ein seltenes Maximum Break. Es war das einzige offizielle 147-Punkte-Break seiner Karriere und das 33. in der Geschichte des Snooker. Bei den Turnieren war er aber weniger erfolgreich. Er kam zwar beim Grand Prix unter die Letzten 64 und beim Thailand Masters verfehlte er nur um einen Sieg das Hauptturnier der Letzten 32, aber bei der Weltmeisterschaft gab es eine 0:10-Niederlage gegen Colm Gilcreest im ersten Match und auch sonst fehlten weitere gute Ergebnisse. Damit fiel er bis auf Platz 111 der Rangliste zurück. Die Saison 2001/02 verlief dann umgekehrt, die meisten Turniere endeten mit Auftaktniederlagen, nur bei der Weltmeisterschaft kam er zum zweiten Mal in seiner Karriere unter die Letzten 64, nachdem er unter anderem John Read besiegt hatte. Damit verlor er aber weiter Plätze in der Weltrangliste und somit nach 10 Jahren auch seinen Profistatus.
Im Jahr darauf versuchte er mit leidlichem Erfolg die Tourrückkehr über die Challenge Tour. Mehr wie ein Achtelfinale gab es aber in den Turnieren nicht. 2002/03 sprang noch weniger heraus und nachdem er im dritten Jahr in den vier Challenge-Tour-Turnieren insgesamt nur noch 2 Spiele gewann, gab Karl Burrows 2004 mit 37 Jahren seine Profiambitionen endgültig auf.

## Erfolge
Ranglistenturniere:
- Achtelfinale: Asian Classic (1996), British Open (1998)
- Runde der Letzten 48: Thailand Open (1997), Thailand Masters (2000)

Andere Profiturniere:
- Runde der Letzten 32: Benson & Hedges Championship (1998)

Qualifikationsturniere:
- Sieger: WPBSA Qualifying School (1997 – Event 3, Gruppensieg)
- Finalist: WPBSA Qualifying School (1997 – Event 1, Gruppenfinale)